# علم الأحياء وسلوك المستهلك
إن سلوك المستهلك هو دراسة الدوافع المحيطة بشراء منتج أو خدمة وقد تم ربطه بمجال علم النفس و  علم الاجتماع  والاقتصاد  في محاولات لتحليل متى ولماذا وأين وكيف يقوم الناس بالشراء بالطريقة التي يقومون بها. ومع ذلك فقد أدرس القليل من الأدب الارتباط بين سلوكنا الاستهلاكي وأساسيات كياننا علم الأحياء لدينا.إن التقسيم حسب التركيبة السكانية القائمة على العوامل البيولوجية مثل الجنس والعمر شائعة بالفعل ومنتشرة في التسويق.و نظرًا لمعرفة المزيد من المعرفة والأبحاث فإن الاستهداف استنادًا إلى بيولوجيا المستهلكين يحظى باهتمام متزايد واستخدامه لجهات التسويق.
وبما أن «الآلات البشرية»  تتكون من خلايا يسيطر عليها الدماغ للتأثير على جوانب السلوك ويجب أن يكون هناك بعض تأثير علم الأحياء على سلوك المستهلك وكيفية اتخاذ قرارات الشراء أيضًا. ويقع الجدل حول الطبيعة مقابل التربية في صميم مدى تأثير علم الأحياء على قرارات الشراء هذه لأنه يجادل كم يمكن تفسيره من خلال العوامل البيئية والعوامل البيولوجية. إن التسويق العصبي يهم المسوقين في قياس رد فعل التحفيز للتسويق. 
رسم لوسون وووليسكروفت (2004) الصلة بين الطبيعة البشرية ومفهوم التسويق وليس علم الأحياء بشكل صريح حيث اعتبروا وجهات النظر المتناقضة لهوبس وروسو على البشرية. يعتقد هوبز أن للإنسان طبيعة تخدم نفسه بينما كان روسو أكثر تسامحا تجاه طبيعة الإنسان مما يوحي لهم بأنهم نبيلون وكريمون. ورأى هوبز الحاجة إلى وسيط حاكم للسيطرة على هذه الطبيعة الأنانية التي قدمت أساسًا لنظرية التبادل، وكذلك روابط لنظرية مكجريجور X و Y ذات الصلة بأدب الإدارة. وكما اعتبر التعاون والمنافسة ذات الصلة بنظرية اللعبة كتفسير لدوافع الرجل ويمكن استخدامه لفهم ممارسة القوة في قنوات التسويق. يشرح بينكر سبب كبح جدل الطبيعة بسبب الجدل الداعم في كتابه The Blank Slate.

## الطبيعة وسلوك المستهلك

### الجينات
إن الخلايا هي اللبنات الأساسية لجميع الكائنات الحية. وتوجد داخل هذه الخلايا لفائف من الحمض النووي ومعلومات وراثية تشرح كيفية تطور خلايانا وعملها.إن جزء صغير من الحمض النووي هو جين يرمز لصناعة البروتينات ويمرر الصفات إلى النسل في التكاثر والهدف الرئيسي للجين هو التكاثر والازدهار في بيئته بالنسبة إلى المنافسين.  واعتبرت الآثار العملية في التحقيق في الجرائم ووالاضطرابات والتنبؤ المتزايد بالمواهب وصنع القرار الوظيفي  ارتباطها بالجينات والبيولوجيا ولكن فكرة علم الأحياء والتسويق هي مجموعة متزايدة من المعرفة. التسويق العصبي هو ظاهرة جديدة تدرس ردود فعل المستهلك تجاه المحفزات التسويقية. 

### علم الأحياء يؤثر على السلوك

#### عرض يركز على الجينات
يوضح ريتشارد دوكينز في الجين الأناني (1976)  أن البشر هم آلات مصنوعة من الجينات والجينات هي الأساس لكل ما نقوم به. وتوضح وجهة النظر التي تركز على الجينات أن الانتقاء الطبيعي والتطور وكل السلوك يجب أن يعزى إلى بقاء الجينات المتنافسة كامتداد لنظرية داروين كونها بقاء الأفراد المتنافسين. إن الهدف الرئيسي للأفراد القادمين من غريزة جيناتنا هو التكاثر والازدهار حيث ينطوي الازدهار على الحماية وقهر المنافسة والنمو المستقبلي. ولذلك فإن كل ما نقوم به يتعلق بالازدهار في بيئتنا فوق المنافسة بما في ذلك الطريقة التي نستهلكها كشكل من أشكال البقاء في بيئتنا  عند شراء الاحتياجات الفسيولوجية الأساسية للطعام والماء والدفء. ونستهلك أيضًا للنمو فوق الآخرين على سبيل المثال في الاستهلاك الواضح حيث تمثل السيارة الفاخرة المال والمكانة الاجتماعية العالية  وتطبيق الماكياج يجعل الشخص وجيناته تبدو أكثر جاذبية وجديرة بالمرور إلى الأبناء.
يجب أن يتأثر بعض سلوكنا على الأقل بجيناتنا لأن السلوك يعتمد على تفاعل الجزيئات والخلايا العصبية في الدماغ. هذه التفاعلات هي نتيجة لرمز جيناتنا ولكن التأثير على السلوك لا يمكن أن يتجاوز ذلك بكثير. شبه دوكينز الجينات بالكمبيوترو لقد تم برمجتها مسبقًا لبناء الخلايا وتطوير الخلايا وجعلها تعمل معًا مثل الكمبيوتر يتم تعيين الأجهزة في الحجر، ولكن يمكن للبرنامج تغيير طريقة عملها، تمامًا مثل بيئتنا.  وتؤثر الجينات بشكل غير مباشر على سلوكنا مثل الجهاز العصبي ودماغنا هو الوسيط في قرار المعاملة لأنه يسبب ويعالج جميع التعليمات الجينية في قرار واحد أو حركة أو سلوك واحد.  وتعتمد طريقة تواصل الخلايا العصبية على البيئة والتعلم والخبرة. هذا يقدم جانب التنشئة من مناقشة رعاية الطبيعة.

### سلوك يؤثر على علم الأحياء

#### علم الوراثة اللاجيني
إن علم التخلق ويشار إليها باسم «علم الوراثة الجديدة» والظاهرة التي تهم المسوقين لأنه يدرس كيف بيئتنا يمكن أن تؤثر جيناتنا، وبالتالي سلوكنا. ونظرية الانقسام الاختزالي هي أنه يتم تمرير نسخ طبق الأصل من جينات الآباء إلى نسلهم مع عدم وجود تأثير اختلاف عن البيئة. ومع ذلك تحتوي الجينات على بروتين يلف الجين الذي يمكن أن يؤثر على التعبير الجيني وبالتالي الأنماط الظاهرية على البيئة.  كيف نتصرف وتستهلك يؤثر الآن لدينا الجينوم، وبالتالي الجينوم اولادنا  وهذا يدعم نظرية لامارك قبل داروين الذي اقترح في البداية نظرية تغير جيناتنا بالسلوك والخبرة  حذرت دراسة من جامعة أوكلاند النساء الحوامل من اتباع نظام غذائي بسبب زيادة احتمال إصابة أطفالهن باضطرابات الأكل مثل السمنة،  ومن ثم الطريقة التي نتناول بها الطعام.

## رعاية وسلوك المستهلك
إن الجانب الآخر من النقاش هو البيئة المحيطة بنا والتي يمكن أن تشكل مواقفنا والتعلم والإحساس والتفكير والسلوك 

### الاتجاهات
إن الأشخاص الذين يختلفون في المواقف تجاه التعليم ربما لديهم معتقدات مختلفة حول فائدة التعليم العالي ومشاعر مختلفة حول الاضطرار إلى الذهاب إلى الفصل ومستويات مختلفة من الالتزام فيما يتعلق بالجهود في الواجبات.
ويمكن أن يستند تكوين المواقف إلى حقائق حيث يتم اتباع نهج عقلاني وتقييم الإيجابيات والسلبيات. ومع ذلك في كثير من الأحيان نكتسب مواقفنا من والدينا وأصدقائنا والثقافة المحيطة من خلال مجموعة متنوعة من آليات التعلم.   وهو مثال مزعج إلى حد ما لهذا. لطالما كان المسوقون على دراية بتأثير الأقران على المواقف وهذا مفهوم مهم بشكل خاص للثقافات الفرعية ذات التوجه الاجتماعي والخبرة القائمة. يتواصل المشاركون عبر وسائل عديدة ويتنقلون بين المواقع الجغرافية. من الأمثلة على الثقافة الفرعية حافة مستقيمة، وبالتالي فإن استهلاكها يتأثر بالمواقف المبنية اجتماعيًا للمجموعة الفرعية.
ويحدد نموذج احتمالية التفصيل مدى سهولة تغيير المواقف. إذا كانت الرسالة تمر عبر المسار المحيطي، فمن المحتمل أن نتأثر كثيرًا بكيفية تقديم الرسالة أو بمن أو ما هي البيئة المحيطة بها. لذلك قد يكون للإعلان باستخدام أحد المشاهير المشهورين مثل Justin Bieber for Proactive تأثير كبير على موقف الشخص تجاه العناية بالبشرة إذا كانت الرسالة تسير في المسار الأخير.

### تعلم
إن التعود مشترك بين الأنواع وهو أبسط أشكال التعلم هنا تضعف استجابة الشخص للمنبه عندما يصبح مألوفًا.  على سبيل المثال مع الإعلان عن قيادة المشروبات في نيوزيلندا قبل عقد من الزمان رأينا السيارات تحطم بعضها البعض كتكتيك مخيف. وأصبح محتوى هذه الإعلانات أقل وأقل صدمة كلما تعرضنا لها. لقد أصبحنا الآن غير حساسين لهم لدرجة أنه يجب اتباع نهج الفكاهة وآخر مثال هو إعلان «الأسطورة».
يتم عرض التكييف الكلاسيكي في بيئة مكتبية واقعية.
يُظهر BF Skinner ،  المنظر للتكييف الفعال كيف تم تعليم الحمام للتمييز بين كلمتين ويتصرف بشكل مناسب اعتمادًا على الكلمة التي يتم تقديمها. ولقد تعلمت كل استجابة بمكافأة من الطعام وبالتالي يتم تشكيل سلوكها من خلال التحكم في بيئتها. مثال على هذا التكييف في سياق سلوك المستهلك هو السينما التي تستخدم مخطط حوافز المستهلك. كمستهلك إذا تم منح أحدهم بطاقة تمنحك فيلمًا مجانيًا إذا أحضرت صديقًا وفشارًا مجانيًا يوم الثلاثاء مع شراء تذكرة في حد ذاتها فمن المرجح أن يذهب الشخص إلى فيلم عندما ربما لا ر يكون خلاف ذلك.
إن تشكيل هي تقنية تعليمية وواحدة من أكثر المفاهيم المفيدة للمسوقين الذين يساعدون في الشراء الأولي لأي منتج جديد.

### إحساس
يجادل التجريبيون بأن جميع المعرفة تأتي من حواسنا ولكن إذا كانت الحواس مرتبطة فقط بعالمنا القريب فكيف يعرف الناس العالم البعيد؟ يجادلون بأنه من خلال التعلم وأن الخبرة السابقة تلعب دورًا حاسمًا في تشكيل عالمنا الإدراكي. الارتباط هو وظيفة أساسية تشير هنا إلى ربط تجربة حسية بأخرى. 

### التفكير
إن الارتباط مهم أيضًا في تعزيز ذاكرتنا العامة والتي تحتوي على المعرفة التي يمتلكها كل منا.  ويربط العديد من النيوزيلنديين أغنية فيل كولينز «في الهواء الليلة» والغوريلا التي تعزف على طبلة مع إعلان كادبوري بالشوكولاتة.

### لغة
ويبدو أن اللغة تتطور بطريقة مماثلة في ظل الظروف العادية بين جميع الأطفال ولكن عندما يكبر الأطفال في بيئة مختلفة جذريًا وتختلف لغتهم بشكل كبير.  ويظهر عدد من الأمثلة بما في ذلك الأطفال المتوحشون أن بعض عناصر البيئة المبكرة ضرورية لتعلم اللغة. لم تنجح Amala و Kamala وGenie أبدًا في التقدم بشكل كامل في تعلم اللغة. في حين أن هذه الأمثلة شديدة، إلا أنها تُظهر أن لغة المستهلك تتأثر ببيئتهم. هذا ينطبق بشكل خاص على الأنشطة التسويقية عبر الحدود الجغرافية.

### سلوك
إن للبيئة تأثير عميق على التنمية يؤدي الحرمان الاجتماعي عند الرضع والأطفال إلى عجز سلوكي دراماتيكي  كما هو واضح في سلوك الأيتام الرومان. في سياق سلوك المستهلك يتم استخدام التعلم غير المباشر الذي ينطوي على تغيير السلوك من خلال قيام فرد بمراقبة تصرفات شخص آخر ومشاهدة عواقب هذا السلوك لتطوير استجابات جديدة ومنع السلوكيات غير المرغوب فيها. يتم إجراء أول من خلال تثقيف المستهلكين في استخدامات المنتج أي من خلال عروض المنتج وزيادة الاهتمام بالرسالة أي من خلال تأييد المشاهير.

## الطبيعة ضد الطبيعة
يقترح مات ريدلي في الطبيعة ضد الطبيعة (2003)  أن التنوع الرائع للأنواع البشرية ليس صعبًا في الشفرة الوراثية الخاصة بنا وبيئاتنا حاسمة. إن الطبيعة ليست على حساب التنشئة ولا التربية على حساب الطبيعة هناك مساحة لكليهما يعملون معا.
إن الجينات هي تروس في الآلة وليست آلهة في السماء. يتم تشغيلها وإيقاف تشغيلها طوال الحياة من خلال الأحداث الخارجية والداخلية وتتمثل مهمتها في استيعاب المعلومات من البيئة على الأقل في كثير من الأحيان لنقلها من الماضي. وتقوم الجينات بأكثر من مجرد حمل المعلومات يستجيبون للتجربة.  أوضحت سوزان مينكا هذا المفهوم بشكل جيد للغاية مع فكرتها عن التعلم الجاهز في القرود  حيث وجدت أن الاستعداد للجينات أثر بشكل كبير على اكتساب استجابات الخوف لبعض المحفزات. وتمكنت القرود التي تم تربيتها في المختبر من خلال التجربة بالإنابة بسهولة من الحصول على استجابة خوف من ثعبان، ولكن ليس زهرة. توفر الطبيعة الغريزة وتعتمد عناصر التنشئة على ما إذا كان يتم التعبير عن الغريزة أم لا.
تؤهل الجينات الأفراد لتحديد مدى مشاركة الفرد أو تفاعله مع بيئات معينة.  ويوضح ريدلي أن وجود الجينات «الرياضية» يجعل المرء يرغب في ممارسة الرياضة وأن وجود الجينات «الفكرية» يجعل المرء يبحث عن الأنشطة الفكرية. «الجينات هي عوامل التنشئة وأكثر عرضة للتأثير على الشهية أكثر من الكفاءة». لا تجعل الجينات الفرد ذكيًا بل تجعله أكثر عرضة للاستمتاع بالتعلم. يشجعون الأفراد على البحث عن التأثيرات البيئية التي ترضي شهيتهم و «تعمل البيئة كمضاعف للاختلافات الجينية الصغيرة وتدفع الأطفال الرياضيين نحو الرياضة التي تكافئهم وتدفع الأطفال الأذكياء إلى الكتب التي تكافئهم».
يتم إثبات ما إذا كان الفرد يصاب بأمراض أو اضطرابات معينة إلى حد ما على أساس الطبيعة والتربية. وغالبًا ما تؤدي الجينات إلى تعريض الأفراد لاضطرابات أو أمراض معينة في حين أن العوامل البيئية يمكن أن تؤدي إلى ظهور المرض. يتم تحديد قابلية الإصابة بداء السكري من خلال الاختلافات الموروثة في الحمض النووي ولكن العوامل البيئية مثل النظام الغذائي والوزن والعمر والنشاط البدني يبدو أنها تؤدي إلى ظهور المرض. يؤثر التركيب الجيني بالإضافة إلى البيئة التي تتعرض لها الجينات على سلوك المستهلكين فيما يتعلق بخيارات الطعام التي يتخذونها. ويتم تحديد الإدمان على تعاطي المخدرات جزئيًا بواسطة الجينات مما يجعل الأفراد يملكون شخصيات إدمانية ولكن المنبهات التي يتطور بها الإدمان تعتمد على البيئة. إن الإدمان مستمر وقهري وله تأثير كبير على سلوك المستهلك. إن الأفراد الذين يعانون من تعاطي المخدرات على سبيل المثال عرضة لإرساء استهلاكهم في المقام الأول حول شراء الكحول وحتى على حساب جوانب مهمة أخرى من الرفاهية.

## تجزئة البيولوجية
إن العلاقة بين علم الأحياء والتسويق ليست ظاهرة جديدة خاصة من خلال التجزئة القائمة على بيولوجيا الجنس والعمر والوضع الصحي.و تستهدف بعض المنتجات مثل منتجات الأمومة وبعض المستهلكين بناءً على بيولوجيتهم.و يتم الإعلان عن ملابس الأمومة عن قصد للنساء الحوامل اللواتي يتطلعن إلى الاستهلاك بناءً على عملياتهن البيولوجية المتغيرة واستعدادهن للإناث. إن مدى تجزئة المستهلكين والشعور بأنهم مشمولون أو مستبعدون في التقسيم بطريقة أخلاقية ويجعل هذا التقسيم البيولوجي من الاهتمام المتزايد للأكاديميين والمسوقين اليوم. وقد تم انتقاد صناعات مختلفة مثل صناعة التأمين لتمييز المستهلكين على أساس علم الأحياء بسبب استخدام الاختبارات الجينية وحيث قد يكون أولئك الذين يعانون من أمراض وراثية أعلى. وبينما يتعلم العلماء والمسوقون المزيد عن علم الأحياء ويحصلون على وصول أكبر إلى المعلومات البيولوجية للمستهلك، تصبح المناقشات الأخلاقية واضحة بشكل متزايد عند الانخراط في ممارسات التسويق.

## التسويق العصبي
إن قياس وعي المستهلكين واللاوعي من خلال دراسة حساسهم البيولوجي والاستجابة المعرفية والعاطفية للمحفزات التسويقية التي تسمى التسويق العصبي وهي ذات أهمية متزايدة للمسوقين من أجل الحصول على نظرة ثاقبة حول كيفية استهلاكهم.   أوضح داوكينز (1989) أنه عندما نموت نترك وراءنا الجينات والميمات.إن الجينات هي وحدة المعلومات الجينية وتذكر وحدات المعلومات الثقافية.و يهدف التسويق العصبي إلى فحص ذاكرة هذه الميمات من أجل التلاعب بها.
ومن خلال الرنين المغناطيسي الوظيفي، EEG ، ثابت تضاريس الدولة (SST) والدماغ المغناطيسي (MEG) بالاشعة و  المسوقين قادرون على دراسة كيفية رد فعل المستهلكين، كخطوة نحو فهم الكيفية التي يمكن أن تؤثر على الاستهلاك من خلال جهود التسويق. بالاقتران مع طرق البحث النوعي ويمكن أن يوفر فهمًا عميقًا لما وكيف يستهلك الناس ولماذا. إن قياس تتبع العين في تسويق الخدمات الإلكترونية هو مثال آخر على الأساليب البيولوجية الكمية التي تقيس طريقة استهلاكنا. ويحلل كيفية تسوق المستهلكين في بيئة عبر الإنترنت من خلال تسجيل عدد نقرات الماوس والنقر فوق الخرائط بناءً على حركة العين.
استخدمت دراسة Coke vs Pepsi الشهيرة  عمليات التصوير بالرنين المغناطيسي الوظيفي لإظهار المستهلكين تفضيل الذوق الحسي على Pepsi إلى Coca-Cola . ومع ذلك عندما قيل للمشاركين أنهم يشربون الكوك تغير نشاط دماغهم أيضًا وذكروا أنهم يفضلون كوكا كولا وهذا يدل على أنه بغض النظر عن بيولوجيتهم ورد فعلهم الحسي يتأثر سلوك استهلاك الناس وتفضيلاتهم بالبيئة في هذه الحالة تصور العلامات التجارية.